# ابوالفضل رزاق‌پور
سید ابوالفضل رزاق‌پور (زادهٔ ۲۶ شهریور ۱۳۷۶ در قائم‌شهر) بازیکن فوتبال اهل ایران است که در پست مدافع چپ برای باشگاه فولاد خوزستان در لیگ برتر خلیج فارس بازی می‌کند.

## آمار باشگاهی

### تراکتور
رزاق‌پور در سال ۱۳۹۸ از تیم پیکان تهران راهی تراکتور شد.
وی پس از نیم فصل بازی در تراکتور به صورت قرضی به شاهین بوشهر منتقل شد. او در نیم‌فصل حضور قرضی در شاهین، در ۱۴ بازی دو گل به ثمر رساند و دو پاس گل داد.
رزاق‌پور پس از نیم فصل بازی در تیم شاهین به تراکتور بازگشت و مجدداً به صورت قرضی از باشگاه تراکتور به ماشین‌سازی تبریز منتقل شد.
بعد از یک نیم فصل حضور در ماشین‌سازی و ادامه روند خوب فصل گذشته، باشگاه تراکتور برآن شد تا رزاق پور را در نیم فصل دوم برگرداند.